# Efecto Faraday
El efecto Faraday (denominado a veces como rotación Faraday) fue descubierto en 1845 por el físico Michael Faraday, e intenta demostrar la interacción entre la luz y un campo magnético. El efecto describe cómo el plano de polarización de la luz puede cambiar y muestra cómo su alteración es proporcional a la intensidad del componente del campo magnético en la dirección de propagación de la onda luminosa.
El efecto Faraday, un efecto magneto-óptico, es la primera evidencia experimental de que la luz y el magnetismo están relacionados. Hoy en día la base teórica para definir esta relación se denomina Teoría electromagnética, y fue desarrollada por James Clerk Maxwell entre los años 1860 y 1870. Este efecto ocurre en la mayoría de los materiales dieléctricos transparentes afectados por fuertes campos magnéticos (por ejemplo: 5 Tesla (50000 gauss) para hacer rotar la polarización 90 grados).
El efecto Faraday es resultado de una resonancia ferromagnética cuando la permeabilidad de un material se representa por un tensor. Esta resonancia provoca que las ondas se descompongan en dos rayos polarizados circularmente y que se propagan con velocidades diferentes. Esta propiedad se conoce como birrefringencia circular. Los rayos se recombinan al llegar a la interfase del medio, de tal forma que la onda resultante final tiene una rotación de su plano de polarización.

## Cálculo del efecto

Giro del plano de Polarización debido al Efecto Faraday.

Para poder determinar el grado de giro del plano de polarización en los diferentes materiales, se emplea la siguiente fórmula:

{\displaystyle \beta ={\mathcal {V}}Bd}

siendo:
- β, el ángulo de rotación (en radianes)

- B, flujo de densidad magnética en la dirección de propagación (en teslas)

- d, la longitud del camino óptico (en metros)

- {\displaystyle {\mathcal {V}}} es la constante de Verdet del material. Este valor es una constante empírica que muestra la proporcionalidad (en unidades de radianes por tesla y por metro) entre el campo y la rotación del plano de polarización para varios materiales. Un valor positivo de esta constante indica que el giro del plano será levógiro (contrario a las agujas del reloj), y por el contrario un valor negativo indica un giro dextrógiro (sentido de las agujas del reloj).

Algunos materiales, tales como las aleaciones transparentes de terbio y galio (denominadas abreviadamente como TGG), tienen un valor de la constante de Verdet extremadamente elevado (≈ −40 rad T-1 m-1). De esta forma, si se coloca una barra de este material en un intenso campo magnético, el ángulo de la rotación Faraday puede llegar a ser de 0.78 rad (45°). Este efecto permite la construcción del Rotador de Faraday, que tiene como propiedad aislar algunos componentes de la luz transmitida en una dirección. Aislantes similares se construyen en los sistemas de microondas empleando barras de ferrita en una guía de onda envuelta en un campo magnético.

## Usos
El efecto Faraday se considera de mucha importancia en campos tales como la astronomía, que lo emplea en la medición de la fuerza de campos magnéticos de púlsares de radio, que puede ser estimada mediante las medidas combinadas de la rotación del plano de polarización y los retrasos existentes entre los pulsos de radio en diferentes longitudes de onda. La misma información puede obtenerse en otros objetos estelares que no sean púlsares.
Si se considera que un rayo de luz pasa a través de un medio interestelar en el que existe una cierta cantidad de electrones libres, se puede observar cómo existe un índice de refracción que consiste en hacer que la luz se propague en dos modos polarizados circularmente. El efecto Faraday en las nubes interestelares, al contrario de lo que pasa en los líquidos y sólidos, tiene una simple dependencia con la longitud de onda de la luz (λ), de esta forma:

{\displaystyle \beta =\mathrm {RM} \lambda ^{2}\,}

Donde el efecto global de esta perturbación, caracterizado por MR, Medida de la Rotación, indica el giro del plano de polarización en función de B y de la densidad de electrones, ne; ambos pueden variar a lo largo de la trayectoria lumínica, de esta forma se tiene que:

{\displaystyle \mathrm {MR} ={\frac {e^{3}}{2\pi m^{2}c^{4}}}\int _{0}^{d}n_{e}B\;\mathrm {d} s}

donde:
- e es el carga de un electrón
- m es la masa de un electrón
- c es la velocidad de la luz en el vacío

Las ondas de radio que pasan a través de la ionosfera están sujetas igualmente a rotación del plano de polarización según el efecto Faraday, y el efecto es proporcional al cuadrado de la longitud de onda. A 435 MHz (UHF), se puede esperar que las ondas hayan cambiado su plano de polarización en 1.5 rotaciones completas a causa del tránsito por la ionosfera, mientras que las ondas de 1.2 GHz lo hacen en cerca de un cuarto de una rotación completa.
En ingeniería eléctrica, este efecto es utilizado también como principio de funcionamiento de transformadores de corriente ópticos.